# Fatima (danseres)
Fatima werd geboren in 1870 in Syrië. Ze werkte als danseres en Vaudeville artieste in de Verenigde Staten, waar ze deel uitmaakte van het trio Little Egypt. Ze werd de eerste buikdanseres die in Amerika naam en faam maakte. Ze trad voor de laatste keer op in het William and Oscar Hammerstein's Victoria Theater in 1913. Ze stierf op 14 maart 1921 ten gevolge van een hartaanval.